# Begonia linearifolia
Begonia linearifolia là một loài thực vật có hoa trong họ Thu hải đường. Loài này được J.Sierra mô tả khoa học đầu tiên năm 1991 publ. 1993.